# M3 Half-track
O M3 Half-track foi um dos principais semi-lagartas utilizados pelos Estados Unidos e pelos aliados durante a Segunda Guerra Mundial. Foi fornecido a maioria dos aliados na guerra, inclusive ao Brasil e a Portugal.
Foi utilizado em todas as frentes, e teve uma produção de aproximadamente 53 000 unidades. Foi amplamente modificado durante a guerra, recebendo diversos variantes, que em suma maioria eram canhões autopropulsados.